# ニコル・マヒューズ
ニコル・マヒューズ（Nicole Matthews、女性、1987年1月15日 - ）は、カナダのプロレスラー。ブリティッシュコロンビア州コキットラム出身。ポーシャ・ペレスと「カナディアン・ニンジャズ」を結成し、SHIMMERタッグ王座を2度獲得している。

## 経歴
2006年2月デビュー。
2007年10月のSHIMMERでポーシャ・ペレスと「カナディアン・ニンジャズ」を結成。
2009年5月3日、カナディアン・ニンジャズでSHIMMERタッグ王座奪取。
2011年3月26日、松本浩代&大畠美咲組に敗れSHIMMERタッグ王座陥落。 
9月23日、カナディアン・ニンジャズとしてREINAに初来日。REINA世界タッグ王座決定トーナメントにエントリーし、1回戦でミア・イム&サラ・デル・レイ組に勝利するが、翌日の決勝でラ・コマンダンテ&セウシス組に敗れる。

## 得意技
- Vancouver Maneuver[6]
- Backbreaker[7]
- Fisherman suplex[7]
- Lariat[12]
- Northern Lights suplex[7]

## 獲得タイトル
ECCW
- スーパーガールズ王座/ECCW女子王座
- ECCWタッグ王座 - w/ Alex Plexis, Randy Myers & Andy Bird

PWA
- PWAエリート女子王座

SHIMMER
- SHIMMERタッグ王座 – w/ ポーシャ・ペレス